# Култов комплекс (Друмче)
Тракийският култов комплекс край с. Друмче и култовият обект „Юмурлу кая“ (също известно като „Юмрук кая“ – „скалата с формата на юмрук“ и „лъвът“) край с. Обичник са част от древно скално сакрално пространство. Скалните култови обекти се намират на около 1 km югозападно от с. Друмче и на 1,5 km от с. Обичник (община Момчилград).

## Описание и особености
Скалният култов комплекс се състои от два скални масива, отстоящи на разстояния от около 200 m един от друг, с множество изсечени в тях трапецовидни ниши. Общият им брой е около 60, като видимо някои от нишите са оставени недовършени. Скалните масиви се виждат от продължението на култовия комплекс – край с. Обичник, разположен върху скала, наподобяваща фигура на животно и наричана от местното население „Юмурлу кая“ и също „Лъвът“.
Според проф. Александър Фол величествените масиви във Фригия и Тракия, тези по течението на р. Артескос (Арда) покрити с многобройни ниши, понякога повече от сто на брой, не са некрополи, а ритуално обработени пространства върху лицето на Майката-Планина.
Ст.н.с. д-р Стефанка Иванова и геофизикът инж. Мария Златкова изказват хипотезата, че стотиците на брой трапецовидни ниши на територията на Източните Родопи, групирани в системи, носят информация, вероятно свързана с древния добив на злато.
Според д-р Иванова и проф. Радунчева, стотиците трапецовидни ниши са своеобразен код, оставен от древните рудари. Трапецът е бил важна геометрична фигура за древните обитатели на Родопите – жилищата и храмовете през енеолита са били трапецовидни.
Проф. Рангел Гюров също защитава подобна научна хипотеза, според която Родопите са били център на най-голямото сдружение за добив и преработка на злато в древността. Според него, много от археологическите обекти от тракийската древност в планината не са жертвеници или култови места, а съоръжения за добив на злато. Издълбаните трапецовидни ниши в скалите по долината на река Арда и нейните притоци са служели за своеобразен маркер за златоносни скали. Тази рударска информационна система указвала кой пласт е златоносен.
Според доц. Георги Нехризов в Централната част на Източните Родопи, включваща водосбора на Арда по средното ѝ течение, е зоната на разпространение на изсечените в скалите паметници, които са основните погребални съоръжения на траките през ранножелязната епоха. Нейните граници не са географски обособени, а се очертават от регистрираните скални мегалитни паметници – скалните гробници и гробове, и групите от скални ниши.
Хипотезата, че в скалните ниши са слагани урни с пепелта на покойниците, тъй като размерът им не позволява да се побере вътре тялото на мъртвеца, според проф. Валерия Фол ще изисква непременно потвърждение, защото е много е трудно и дори физически слабо вероятно по тези недостъпни скали, по които човек може да се спуска само от върха с въже, да са се извършвали погребални обреди и да се е поддържал култът към мъртвите. Както при дупките в хоризонталните скали, така и при високоскалните ниши може да се предполага изсичане като еднократен обреден акт и да се допусне поставянето на свещени предмети (посредници или вотиви) в нишите при определени дни, свързани с космогоничен или инициационен обред.